# نشر روزن
این انتشارات توسط ابراهیم گلستان با همکاری محمود زند و یدالله رویایی در سال ۱۳۴۸بنیاد گذاشته شد. یکی از اولین کتاب های منتشر شده توسط این انتشارات کتاب « زندگی من» (خاطرات لئون تروتسکی) با ترجمه هوشنگ وزیری بود.

## دفترهای روزن
دفترهای روزن مجلّه‌ای است که انتشاراتِ روزن در چند شماره منتشر کرد.